# Bolivar Coastal Field
Il campo Bolivar Coastal Field è il maggiore campo petrolifero del Sud America con i suoi 6.000-7.000 pozzi, lo si può osservare percorrendo la "costa oriental" dello stato Zulia, oppure il Lago di Maracaibo (un grosso lago-estuario del Venezuela), dove si presenta come una gigantesca foresta di torri di trivellazione, stazioni per la produzione di vapor d'acqua (che servono per rendere meno viscoso il petrolio e dargli una pressione positiva in profondità) e "balancines" per la generazione della pressione negativa in superficie, che permette di estrarre il petrolio. Si estende per più di 55 km lungo la riva di nordest del lago di Maracaibo, qualche decina di chilometri a sudest della città di Maracaibo, nello stato Zulia in Venezuela.

## Storia

### Scoperto nel 1917
Scoperto dalla Venezuelan Oil Concessions (VOC) nel 1917, dal campo "Bolivar Coastal" il petrolio si estrae principalmente da pozzi che si trovano su piattaforme in parti poco profonde del lago.

### Riserve per 30 miliardi di barili di petrolio
Si pensa che dal campo si possano estrarre ancora circa 30-32 miliardi di barili di petrolio. Il campo ha un potenziale produttivo massimo calcolato tra i 2,6 e 3 milioni di barili di petrolio giornalieri. Enormi porzioni di questo campo petrolifero sono state completamente esaurite.

### Danno ambientale in una zona pescosa, di acqua salmastra
L'estrazione del petrolio ha causato la subsidenza della costa più vicina (tra le città di Ciudad Ojeda, Mene Grande, Lagunillas e Tia Juana), oltre ad un enorme ed inestirpabile inquinamento di petrolio del lago, dei suoi fondali e della fauna ittica che ancora persiste.
In cambio di danni ambientali pluri-secolari (nella zona si registra un alto tasso di tumori, di malformazioni e della nascita di bambini anencefalici) la popolazione locale ha beneficiato soltanto di qualche posto di lavoro ben retribuito per 5-7 decenni (ad alto rischio per gli incidenti sul lavoro), dato che la maggior parte della spesa pubblica prodotta dalla rendita petrolifera si è concentrata nella capitale Caracas oppure è stata trafugata all'estero da politici corrotti negli anni dal 1970 al 2000.
Sin dagli anni trenta, nella piccola porzione terrestre di questi campi petroliferi non è mai cresciuta l'erba, che è stata sostituita con ghiaia colorata di verde.